# 韋卡殊·多拉素
韋卡殊·多拉素（1973年10月10日—），出生在阿夫勒尔，是一名前法國足球中場。

## 球會生涯
多拉素在勒阿弗尔展開其球員生涯並在1993年8月對聖伊天的賽事中首次亮相，雙方最終打悶和0-0。他在效力了勒哈費爾5年後於1998年轉投里昂，他被看作是一個有潛質的中場以及里昂史上最擅長盤球的球員。
2001年至2002年間，多拉素曾被短暫外借至波爾多。他曾協助里昂贏得2003年和2004年的法甲冠軍。2004年，多拉素轉投意甲球會AC米蘭。2005年，他雖然名列在歐聯決賽的後備名單中，不過並沒有上陣，球會最終在互射十二碼階段不敵利物浦。
2005年，多拉素重返法國加盟巴黎聖日耳門。2006年，他是球會奪得法國盃的骨幹球員，他在決賽中憑籍一記25碼外的入球擊敗馬賽而奪冠。
2006年9月，多拉素批評領隊居伊·拉孔布在與隊報訪問中的言論。一個月後，多拉素的合約被會方所終止，成為自1973年以來第一位被法國球會解僱的球員。
2007年7月3日，多拉素加盟利禾奴。然而，由於他與會方的分歧，在同年10月，利禾奴取消了多拉素的合約。據球會主席說，多拉素拒絕與球會的青年隊作賽，所以球會主席認為離開球會是他唯一的選擇，這正是為何終止他合約的原因。即使，法乙球會格洛堡提出希望簽入多拉素，不過他最終選擇在2008年1月11日對外宣佈退役。

## 國際賽生涯
1999年3月27日，多拉素在對烏克蘭的賽事中首次代表法國上陣。他合共代表法國隊上陣了18場並攻入1球。多拉素亦有參與過在德國舉行的2006年世界盃。
2004年9月，多拉素被法國隊徵召出戰2006年世界盃外圍賽。世界盃之後，多拉素以紀錄片的形式公開披露他在法國隊一個月期間的點滴。時任法國隊領隊雷蒙·杜明尼治和法足總對於多拉素出版紀錄片表示憤怒並警告他不要出版。其後，多拉素宣佈退出法國隊，並說道：「我對於為法國隊比賽已經沒有興趣了，就這樣吧。」

## 個人
多拉素出身自毛里裘斯的印度人家庭。他是一名泰盧固人，多拉素的祖先從印度南部的安得拉邦遷遷移到毛里裘斯的。多拉素本身亦是一名印度教信徒。他成為職業足球員之前是在大學修讀經濟的。
多拉素與拍拖很長時間的埃米莉（Émilie）結婚並育有兩名女兒羅絲（Rose）和莎拉（Sara）。
2003年，多拉素開始支持一隊反對同性戀恐懼症和其他歧視的足球會。
2009年7月，他成為法國球會聖格拉西永的主席。

## 電影
2006年世界盃期間，多拉素製作了一部個人電影後備，這套電影在隨後的一年在法國發佈。
他亦曾參演一部名為La très très grande entreprise的電影，該套電影在2008年11月發行。

## 榮譽
- 2001：法國聯賽盃—里昂
- 2002：法國聯賽盃—波爾多
- 2003：法國超級盃—里昂
- 2003：法甲—里昂
- 2004：法甲—里昂
- 2006：法國盃—巴黎聖日耳門

## 外部連結
- （法文） 法足總对韋卡殊·多拉素的介紹 （页面存档备份，存于）